# August Wildt (Maler)
August Wildt (* 3. Juni 1882 in Linden bei Hannover; † 22. November 1963 in Hannover, vollständiger Name: Friedrich August Wildt) war ein deutscher Kunst- und Kirchenmaler und Restaurator, insbesondere von Wandmalereien in Kirchen.

## Leben
August Wildt immatrikulierte sich ohne Angabe seiner Studienfächer im Jahr 1904 an der Technischen Hochschule Hannover.
Nach dem Ausbruch des Ersten Weltkrieges leistete Wildt von 1915 bis 1919 Militärdienst. 1923 heiratete er Anna, verwitwete Krug, geborene Flitter. 
Wohl 1925 oder 1926 trat August Wildt als Mitglied der Bauhütte zum weißen Blatt bei. Bald darauf begann er 1928 eine Kurzausbildung bei Friedrich Koch in der Restaurierungswerkstatt des damals preußischen Provinzialmuseums Hannover.
Ebenfalls um 1928 nahm Wildt die Stellung eines Lehrers für Materialkunde und Technik in der Kunstgewerbeschule Hannover an, in der er in der Abteilung „Dekorationsmaler“ wirkte.
In der unmittelbaren Nachkriegszeit war Wildt vor allem als Restaurator in Hannover tätig.

## Werke (Auswahl)
- vor 1930: Restaurierungen oder Ausmalungen in der Kirche von Gödringen bei Sarstedt sowie in Adelebsen[1]
- 1930–1935: Restaurierung der Ausmalung der Alten Kirche in Idensen bei Wunstorf[1]
- 1937: Ausbesserung der Wandanstriche des Kirchenschiffes der Lutherkirche in der Nordstadt von Hannover; später einheitlich gelb übermalt[2]
- 1938: Freilegung und Pausen-Erstellung sowie Fotografien der Wandmalereien der Marktkirche in Goslar[1]
- 1938: Rest-Freilegung sowie Restaurierung der Wandmalereien in der Kirche in Apelern[1]
- 1939–1940: Ausmalung des Chores der Kirche in Kathrinhagen bei Auetal[1]

## Archivalien
Archivalien von und über August Wildt finden sich 
- im Niedersächsischen Landesarchiv (Standort Hannover), Archivsignatur Hann 152, Acc 2006/013, Nr. 17[1]